# Laleh
Laleh Pourkarim (Bandar-e Anzali, 10 de Junho de 1982), mais conhecida simplesmente por Laleh, é uma cantora, compositora e multi-instrumentista sueca nascida no Irão. Alcançou grande reputação no meio musical por ser a própria a escrever, tocar, gravar, produzir e misturar os seus álbuns. Todos os seus álbuns contêm canções em inglês, sueco e persa. Grandemente influenciada pela sua infância algo dramática, Laleh descreve o seu ser e a sua forma de estar na vida como uma constante busca pela liberdade e controlo da sua vida.

## Biografia

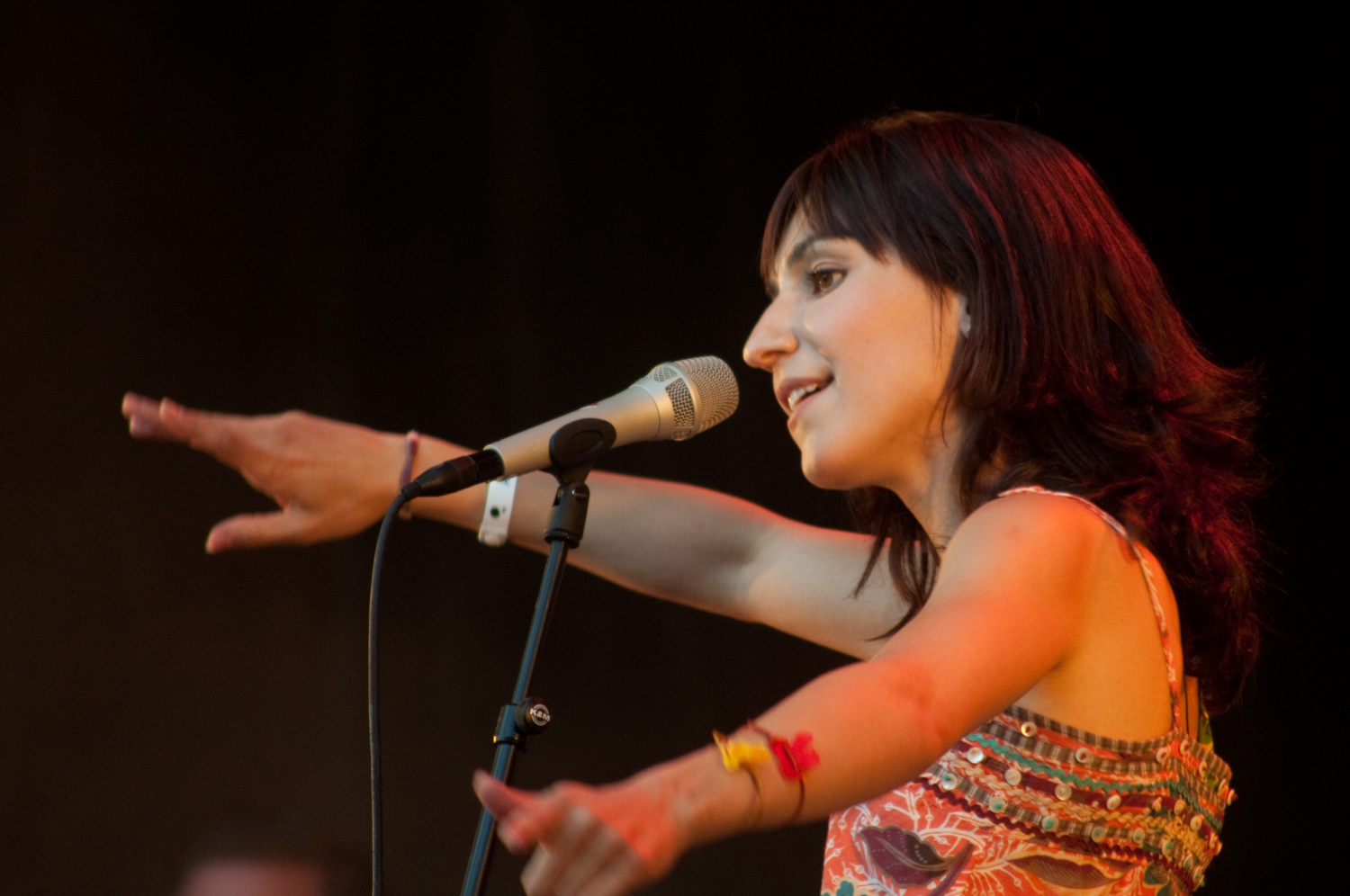

Laleh Pourkarim nasceu em 1982, na cidade portuária Bandar-e Anzali, no Irão. Com apenas um ano de idade muda-se pela primeira vez com os pais, passando durante a sua infância por sítios como o Azerbaijão, Bielorrússia, Alemanha e o campo de refugiados em Tidaholm. Tendo chegado à Suécia com doze anos, cresceu em Gotemburgo, tendo dupla nacionalidade. Em 1994, enquanto estavam num acampamento de verão, na Suécia, o seu pai, na tentativa de salvar uma mulher, morre afogado. O seu pai era um artista, etnólogo e sociólogo de Bandar-e Anzali, e um opositor do regime islâmico de Teerão.
Interessa-se por música na adolescência, começando a tocar instrumentos na escola. Ainda na adolescência, forma uma banda de jazz com o seu professor de música, chamada Bejola. Depois de uma pequena carreira como actriz, Laleh muda-se de Gotemburgo para Estocolmo para seguir a carreira musical. Lançou o seu primeiro single- "Invisible (My Song)"- e primeiro álbum, homónimo, em 2005, tornando-se o álbum mais vendido do ano na Suécia. Nos seus primeiros tempos em Estocolmo, viveu na cave do seu estúdio, mudando-se depois para uma comunidade de músicos e outros artistas, que influenciam o seu estilo de vida, tornando-se vegetariana, e depois vegan.
Em 2011, entra na segunda edição do programa de televisão sueco Så mycket bättre, que consistia em artistas interpretarem canções de outros cantores. As versões eram interpretadas na presença do artista original da canção. A interpretação de Laleh do hit de 1998, "Here I Go Again", dos E-Type, foi das mais marcantes.
Mais conhecida nos países escandinavos, na Noruega o seu single de 2012, "Some Die Young", tornou-se um dos mais vendidos de sempre naquele país. No mesmo ano, é uma das artistas convidadas a actuar no concerto Prémio Nobel da Paz, em Oslo.
Em 2013, lança o quinto álbum de estúdio, Colors, como habitual, um álbum multilingue. Este é o seu primeiro álbum com edição internacional, fora da Escandinávia, sendo editado na Alemanha.
Em 2015, muda-se para Los Angeles, numa tentativa de internacionalização, lançando o EP Boom. Colabora como autora e produtora com vários artistas contemporâneos, como Ellie Goulding, Adam Lambert e Demi Lovato.

## Discografia

### Álbuns
- 2005: Laleh
- 2006: Prinsessor
- 2009: Me and Simon
- 2012: Sjung
- 2013: Colors
- 2016: Kristaller

### Singles
- 2014 - Boom
- 2013 – Stars Align
- 2013 - Colors
- 2012 – Some Die Young
- 2007 – Call on Me
- 2007 – Snö
- 2006 – Forgive But Not Forget
- 2006 – Det är vi som bestämmer (Vem har lurat alla barnen)
- 2006 – November
- 2005 – Invisible (My Song)
- 2005 – Storebror
- 2005 – Live Tomorrow